# Сопище (община)
Сопище (на македонска литературна норма: Сопиште) е община, разположена в северната част на Северна Македония със седалище едноименното село Сопище.
Общината обхваща 13 села в югозападната част на Скопското поле на юг от Скопие и в областта Торбешия между планините Водно, Сува и Китка по течението на Маркова река на площ от 222,1 km2. Населението на общината е 5656 (2002), 80% северномакедонци, с гъстота от 25,47 жители на km2.

## Структура на населението
Според преброяването от 2002 година община Сопище има 5656 жители.
| Етническа принадлежност | Брой | Процент |
| северномакедонци        | 3404 | 60,18%  |
| албанци                 | 1942 | 34,33%  |
| турци                   | 243  | 4,30%   |
| роми                    | 0    | 0,00%   |
| власи                   | 4    | 0,07%   |
| сърби                   | 32   | 0,57%   |
| бошняци                 | 0    | 0,00%   |
| други                   | 32   | 0,55%   |